# Oliver Masucci
Oliver Masucci (Stoccarda, 6 dicembre 1968) è un attore tedesco di origini italiane.
È noto per aver interpretato Adolf Hitler nel film Lui è tornato e per il ruolo di Ulrich Nielsen nella serie televisiva Dark.

## Biografia
Nato da padre italiano e madre tedesca, i genitori gestivano alcuni ristoranti a Bonn.
Masucci è diventato famoso grazie alla sua interpretazione nei film Il sangue dei templari del 2004 e Lui è tornato del 2015, dove interpreta un Adolf Hitler che si risveglia nella Berlino del XXI secolo.

## Filmografia parziale

### Cinema
- Lui è tornato (Er ist wieder da), regia di David Wnendt (2015)
- Opera senza autore (Werk ohne Autor), regia di Florian Henckel von Donnersmarck (2018)
- Quando Hitler rubò il coniglio rosa (Als Hitler das rosa Kaninchen stahl), regia di Caroline Link (2019)
- Il re degli scacchi (Schachnovelle), regia di Philipp Stölzl (2021)
- Animali fantastici - I segreti di Silente (Fantastic Beasts: The Secrets of Dumbledore), regia di David Yates (2022)
- Day Shift - A caccia di vampiri (Day Shift), regia di J.J. Perry (2022)
- The Palace, regia di Roman Polański (2023)
- Bad Director, regia di Oskar Roehler (2024)
- Woodwalkers, regia di Damian John Harper (2024)
- The German, regia di Gavriel Bibliowicz (2024)

### Televisione
- Il sangue dei templari (Das Blut der Templar), regia di Florian Baxmeyer – film TV (2004)
- Dark – serie TV, 17 episodi (2017-2020)
- 4 Blocks – serie TV, 13 episodi (2017-2018)
- Tribes of Europa – serie TV, 6 episodi (2021)
- The Girlfriend Experience – serie TV, 5 episodi (2021)
- In trappola (German Crime Story: Gefesselt) – miniserie TV, 6 puntate (2023)
- The Swarm - Il quinto giorno (Der Schwarm) – serie TV (2023)
- One Trillion Dollars (Eine Billion Dollar) – serie TV, 8 episodi (2023)
- Herrhausen – Der Herr des Geldes, regia di Pia Strietmann – miniserie TV (2024)

## Doppiatori italiani
Nelle versioni in italiano delle opere in cui ha recitato, Oliver Masucci è stato doppiato da:
- Franco Mannella in Opera senza autore, Tribes of Europa, The Girlfriend Experience, The Palace
- Christian Iansante in Il sangue dei templari, One Trillion Dollars
- Massimo Lodolo in Lui è tornato, Dark
- Simone D'Andrea in Quando Hitler rubò il coniglio rosa
- Francesco Prando in Il re degli scacchi
- Alessandro Budroni in Animali fantastici - I segreti di Silente
- Roberto Pedicini in In trappola
- Massimiliano Manfredi in The Swarm - Il quinto giorno